# Бергамаско
Бергамаско (итал. Bergamasco) је насеље у Италији у округу Алесандрија, региону Пијемонт.
Према процени из 2011. у насељу је живело 603 становника. Насеље се налази на надморској висини од 126 м.

## Становништво
| 1931. | 1936. | 1951. | 1961. | 1971. | 1981. | 1991. | 2001. | 2011. |
| ----- | ----- | ----- | ----- | ----- | ----- | ----- | ----- | ----- |
| 1.769 | 1.704 | 1.483 | 1.246 | 1.032 | 881   | 806   | 765   | 765   |